# 천지왕본풀이
천지왕본풀이(天地王本풀이)는 제주도에서 굿을 통해 전해져 내려오는 서사무가로 우주기원신화, 인류기원신화, 문화기원신화의 성격을 띄고 있다.
천지왕본풀이는 제주도 큰굿의 첫 굿인 초감제에서 첫 번 째로 시작하는데 굿을 하고 있는 시간과 장소, 굿의 목적을 임재(臨齋)할 신들에게 알리는 목적을 가지고 있으며, 배포도업침이라고도 한다. 이 때는 굿의 한 거리를 지칭하기도 하지만 이때 불리는 무가를 뜻하기도 한다.
배포도업침이란 굿하는 장소를 설명하기 위하여 하늘과 땅이 하나이던 태초로 거슬러 올라가 하늘과 땅이 갈라지고, 낮과 밤의 발생 등 자연현상의 탄생 과정과 국가의 형성 등을 노래를 통하여 전해져 오는 것을 말한다.

## 참고 출처
- 한국민족문화대백과사전 천지왕본풀이